# EF-T

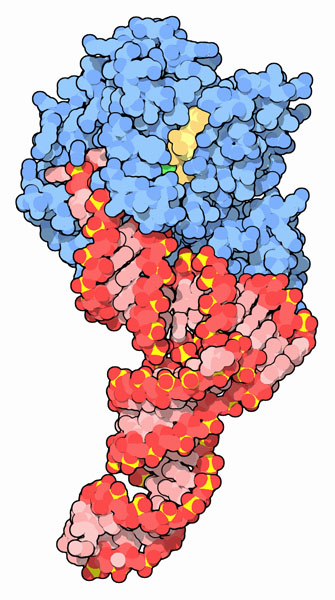
EF-Tu (modře) navázaný na aminoacyl-tRNA a směřující k ribozomu

EF-T (též transfer factor) je jeden z bakteriálních elongačních faktorů, tedy proteinů, které umožňují postup ribozomu podél vlákna mRNA v průběhu translace (syntézy bílkovin). Skládá se ze dvou polypeptidů, EF-Tu (elongation factor thermo unstable) a EF-Ts (elongation factor thermo stable), pojmenovaných podle schopnosti odolávat vysokým teplotám. EF-Tu je podle některých zdrojů nejhojněji se vyskytujícím proteinem v bakteriální cytoplazmě vůbec.

## Funkce
Podobně jako EF-G má i EF-Tu GTPázovou aktivitu. EF-Tu pevně váže volnou aminoacyl-tRNA a za pomoci energie z hydrolýzy GTP umožňuje vazbu této tRNA na A-místo ribozomu. EF-Ts následně umožňuje výměnu GDP za GTP, aby protein mohl sloužit dále. Celý komplex zřejmě umožňuje vyšší přesnost translace, protože zvolňuje celý proces a rozkládá ho do několika kroků, aby nedocházelo k nesprávné vazbě aminokyselin do prodlužujícího se polypeptidového řetězce. Navíc zřejmě už předtím EF-Tu určitým způsobem nahrubo kontroluje, zda tRNA navázala správnou aminokyselinu.

## Eukaryotické homology
U eukaryot se EF-T označuje jako EF-1 či eEF-1. Skládá se opět ze dvou podjednotek, označovaných jako eEF1A (nebo α) a eEF1B (nebo βγ).